# Daewoo
Daewoo (in precedenza Daewoo Industrial)  era un gruppo industriale sudcoreano in attività tra il 1967 ed il 2000.
Era attivo in numerosi settori, tra cui la cantieristica navale, l'edilizia, le armi, l'elettronica e le automobili.

## Storia
Fondato da Kim Woo-Choong nel 1967, dopo il suo scioglimento deciso dal governo sudcoreano nel 1999, le attività delle varie aziende appartenenti al gruppo sono proseguite in varie forme, generalmente come aziende indipendenti o sotto nuovi proprietari.
Molto conosciuta era Daewoo Motors (oggi GM Korea), che esisteva fin dal 1937 con altro nome e fu acquistata dal gruppo Daewoo nel 1982, per essere poi ceduta a General Motors quando il gruppo fu sciolto. Nel 2000 fu dichiarata bancarotta, le auto sono state commercializzate fino al 2002.

## Attività
Daewoo International, ramo specializzato nel settore commerciale (residuo della Daewoo Corporation), passò nel 2010 al gruppo coreano POSCO e nel 2016 ha assunto il nome di POSCO Daewoo.
L'azienda Daewoo Electronics passò invece temporaneamente a un gruppo di creditori e solo nel 2013 fu venduta al gruppo coreano Dongbu. Oggi è attiva soprattutto nel settore degli elettrodomestici.
Daewoo Shipbuilding & Marine Engineering ha invece proseguito la propria attività in forma indipendente, divenendo addirittura la seconda azienda al mondo nel settore delle costruzioni navali.
La Daewoo Precision Industries produceva invece armi da fuoco.

## Corporations
La Daewoo aveva circa 20 divisioni.
- Daewoo Bus
- Daewoo Motors
- Daewoo Motor Sales
- Daewoo Electronics
- Daewoo Precision Industries
- Daewoo Textile Co. Ltd.
- Daewoo Heavy Industries
- Daewoo Shipbuilding & Marine Engineering
- Daewoo Securities
- Daewoo Telecom Ltd.
- Daewoo Corporation
- Daewoo International
- Daewoo Development Co. Ltd.
- IAE (Institute for Advanced Engineering)